# Rundāle kommun
Rundāles novads var en kommun i Lettland. Den låg i den centrala delen av landet, 60 km söder om huvudstaden Riga. Antalet invånare var 4 384. Arean var 231 kvadratkilometer. Rundāles novads gränsade till Jelgava kommun, Ozolnieki kommun och Bauska kommun.
2021 slogs kommunen samman med Bauska kommun.
Rundāles novads delades in i:
- Rundāles pagasts
- Svitenes pagasts
- Viesturu pagasts

Följande samhällen fanns i Rundāles novads:
- Rundāle
- Pilsrundāle